# Chwaka
Chwaka è una cittadina di pescatori di Unguja, l'isola principale dell'arcipelago di Zanzibar. Si affaccia a metà della costa orientale dell'isola, nell'omonima Baia di Chwaka (Chwaka Bay in inglese), grosso modo alla stessa altezza della città di Stone Town (la capitale di Zanzibar) sulla costa opposta. Dal 1995, la baia è stata dichiarata area naturale protetta, entrando a far parte di un parco nazionale che comprende anche la vicina foresta di Jozani, il Parco nazionale di Jozani Chwaka Bay.